# Wodianer Béla
Maglódi Wodianer Béla (Pest, 1830. február 8. – Budapest, 1896. július 7.) földbirtokos, közgazdász, diplomata, politikus, országgyűlési képviselő.

## Élete
Wodianer Rudolf (1788–1856) és Koppl Rozália fia. Apai nagyszülei a 18. század végén kerültek Szegedre, amikor engedélyezték a zsidók letelepedését. 1810-ben apja Pestre költözött, ahol nőül vette Koppl Ábrahám, egy gazdag kereskedő egyetlen örökösét. A hozomány segítségével a Duna partján raktárakat építtetett, ahol félszáz munkás dolgozott. Elsősorban gabonát és gyapjút exportált Nyugat-Európába.
Tanulmányait Pesten kezdte, majd Bécsben a politechnikum előadásait hallgatta. Az 1848–49-es forradalom és szabadságharc idején Klapka György tábornok alatt szolgált mint honvédfőhadnagy, majd mérnökkari százados lett.
1853-ban kereskedelmi irodát nyitott s főként magyar termények exportjával foglalkozott. Két nagy malomvállalat, a Concordia és az Unio az ő kezdeményezésére alakult.
1869-től, illetve 1887 és 1892 között a Szabadelvű Párt programjával volt országgyűlési képviselő. Fővárosi bizottsági tag, 1868-tól a Bajor Királyságban, 1869-től pedig a monarchia stuttgarti követségén, Württembergi Királyságban konzul 1871-ig. 1868-ban maglódi előnévvel nemességet szerzett.
A Fiumei úti sírkertben nyugszik.
Felesége Kohen Klára (1839–1896).

## Művei
- Nyílt szó a Szepsi-Szent-György város választóihoz az 1875–78. országgyűlés működéséről. Budapest, 1878